# Coustouges
Coustouges település Franciaországban, Pyrénées-Orientales megyében. Lakosainak száma 93 fő (2022. január 1.). Coustouges Albanyà, Saint-Laurent-de-Cerdans, Serralongue és Maçanet de Cabrenys községekkel határos.

## Földrajz

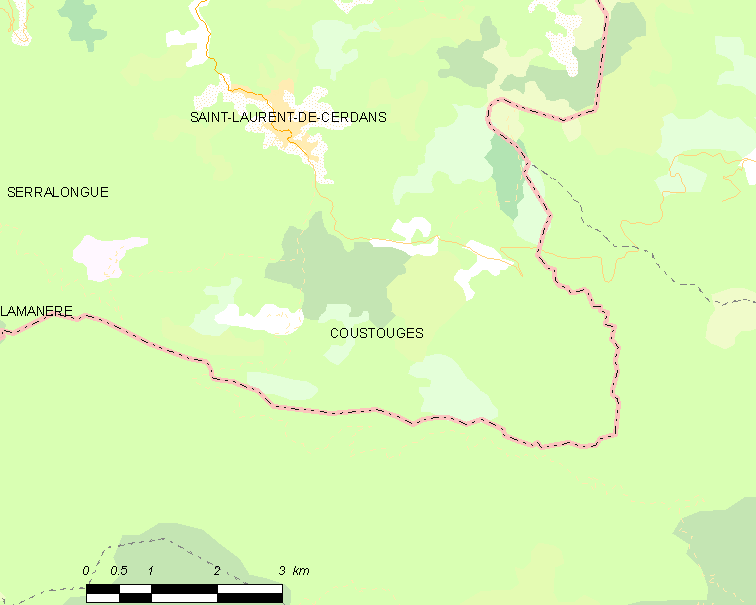
Coustouges és környéke

## Népesség
A település népességének változása:
| Lakosok száma | 108  | 107  | 103  | 98   | 93   | 93   | 91   | 90   | 93   |
|               | 2013 | 2015 | 2016 | 2017 | 2018 | 2019 | 2020 | 2021 | 2022 |